# Voiture Romilly
Le type « Romilly » est le nom donné à un modèle de voitures de chemin de fer modernisées à bogies, utilisées en France,,.
Le nom provient de l'Atelier SNCF de Romilly-sur-Seine qui a réalisé une partie des modernisations effectuées sur ce modèle, les autres ayant été confiées à divers réparateurs privés. Cet atelier avait d'ailleurs construit en 1907 pour la Compagnie des chemins de fer de l'Est le prototype des voitures Ty (voitures à bogies équipée de toilettes) qui a servi de base à cette modernisation.

## Historique
Les voitures TY Est ont été construites entre 1907 et 1923 pour :
- la Compagnie des chemins de fer de l'Est
- la Compagnie des chemins de fer de l'État
- la Compagnie des chemins de fer du Midi

Elles possédaient à l'origine une caisse en bois tôlé avec une portière d'accès par compartiment. Un couloir latéral permettait l'accès aux toilettes situées au centre de la voiture.
Deux tentatives de métallisation de la caisse eurent lieu en 1940 et 1941 mais furent ajournées faute de crédits.
Un troisième prototype fut réalisé en 1950 mais il restera unique alors que d'autres modernisations seront décidées dont les voitures 3 pattes…
Ce n'est qu'à partir de 1957 que la série sera engagée, portant sur 676 voitures, ce troisième prototype inclus. La production durera jusqu'en 1962. La nouvelle caisse métallique de 31 tonnes pour 19.28 m de long était du type banlieue, avec deux double portes battantes vers l'extérieur, de chaque côté donnant accès à trois salles avec allée centrale, équipées de banquettes de type « autorail ». La salle centrale disposait de 4 baies par côté ; les salles d'extrémité en avaient deux, plus une petite en bout de caisse.
On dénombre, en plus du prototype :
- 24 voitures A10½tz, n° 50 87 10-17 001 à 024 (1re classe), ex Atmyp,
- 85 voitures A5B4½tz, n° 50 87 39-17 101 à 185 (mixtes), ex ABtmyp
- 498 voitures B9½tz, n° 50 87 29-17 001 à 498 (2e classe), ex Btmyp n° 46 à 187 et Btmyfp n° 188 à 538,
- 63 voitures B7Dt, n° 50 87 82-17 391 à 453 (mixtes fourgon), ex BDtmyp,
- 5 voitures-couchettes Bc NOVATRANS équipées de 16 couchettes de seconde classe,

avec à chaque fois la même structure de baies.
La vitesse limite restait fixée à 120 km/h, les organes de frein n'ayant pas été modifiés. Il y avait une intercirculation par passerelles pour le service uniquement.
Les fourgons Dd4s métallisés ex-Ouest à bogies, étaient parfois assimilés aux voitures « Romilly » du fait de leur apparence proche. Ils n'avaient pourtant pas de rapport avec cette série. Leurs bogies étaient de type X État et ils ont été réalisés par la société De Dietrich. Il ne fallait pas les confondre avec les fourgons Dqd2myi qui eux étaient réalisés dans les ateliers de Romilly.

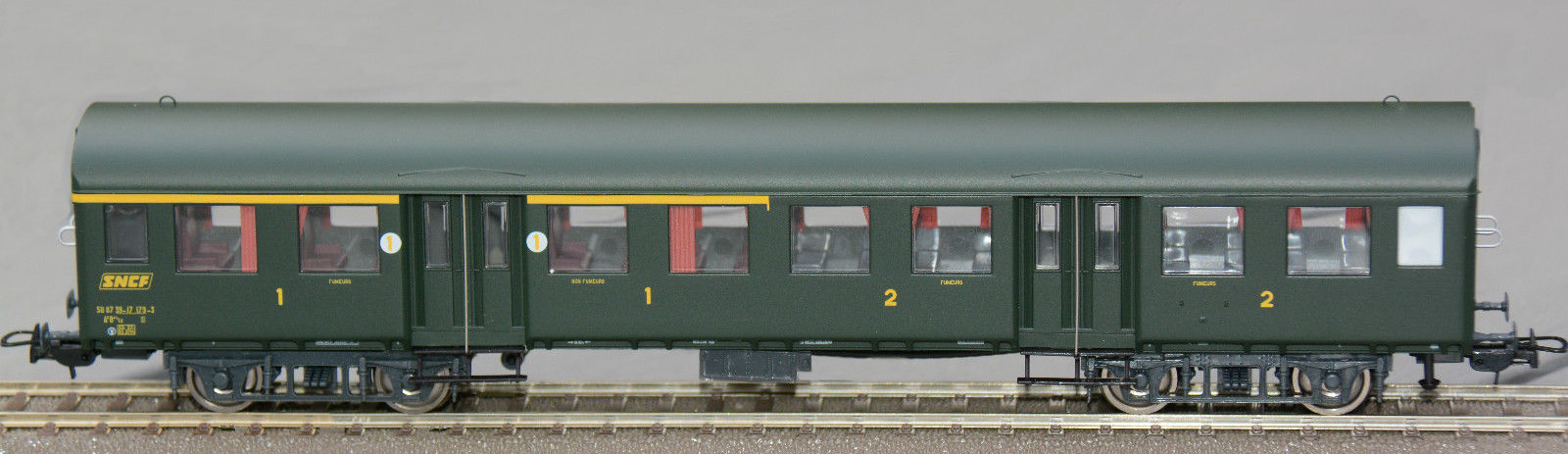
Modèle réduit de voiture Romilly A^{5}B^{4½}tz.

## Services effectués
Ces voitures ont circulé sur l'ensemble du réseau SNCF sauf en région méditerranée, bien que des voitures de ce type entraient en composition de rames par exemple pour des trains de vendangeurs, vus à Béziers au début des années 1970, jusqu'à leur retrait du service effectué entre 1978 et 1985. Elles étaient utilisées quotidiennement sur des trains locaux en omnibus et sur des dédoublement d'express en période de grands départs, service dont elles ont été chassées lors de l'arrivée du parc des voitures Corail. Ces voitures furent tractées par tous types de locomotives ayant pu rouler entre les années 1950 et les années 1980 (vapeur, diesel et électrique).

## Modélisme
Plusieurs firmes ont reproduit ce type de voiture dont Jouef et de Massini en HO et Trains160 en N.

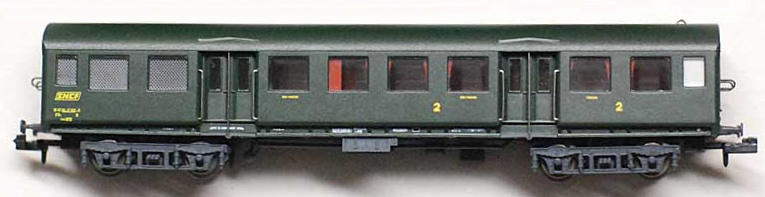
Modèle réduit de fourgon Romilly.